# 近代中國史料叢刊
近代中國史料叢刊是臺灣文海出版社於1966年10月至今陸續出版的中國近代史資料叢書。歷史學家沈雲龍擔任主編。該叢刊現已出版至三編，计已编成出版正编一百辑、续编一百辑、三編一百辑。
該叢刊所收錄的史料包括档案、奏疏、政书、笔记、日记、函牍手札电文、年谱、诗文集、经世文编、传记（碑传）等，内容廣泛且豐富，對研究中國近代史具有重要價值。